# Хиперкапнија
Хиперкапнија (лат. hypercapnia) је стање повишеног парцијалног притиска угљен-диоксида (PaCo2) у артеријској крви и осталим телесним течностима, праћено вишком угљен-диоксида у телесним течностима. Мањи степен хиперкапније нема битног утицаја на организам оболелог, јер на то утиче снабдевање ткива кисеоником, хемоглобински капацитет крви и минутни волумен срца.
Ниво хиперкапније на коме настају озбиљни метаболички и клинички поремећаји није јасно одређен (на шта умногоме утиче брзина развоја гасних промена и компензаторна моћ организма). Вредности  од 8 kPa (око 60 mmHg) сматрају се граничним параметрима зато што је на тим вредностима компензацијска моћ бубрега ограничена и даљи пораст доводи до респираторне ацидозе, која прогредира у депресију вентилације, анестетичким ефектом (СО2) на централни нервни систем са последичном појавом коме.

## Дефиниције
Хиперкапнија
Вишак угљен-диоксида у крви, изазван повишеним парцијалним притиском угљен-диоксида (>PaCo2) у артеријској крви и телесним течностима.
Хипокапнија
Смањена количина угљен-диоксида у крви, изазвана снижењем парцијалним притиском угљен-диоксида.
Акапнија
Акапнија се често користи као термин да означи хипокапнију, међутим стање потпуне акапније (потпуног мањак угљен-диоксида у телесним течностима) не постоји за живота као и аноксија (па је бољи термин за аноксију аноксемија).

## Етиопатогенеза
Обезбеђујући телу кисеоник, респираторни систем истовремено уклања производ метаболизма – угљен-диоксид, који крв доводи из ткива у алвеоле плућа, одакле се захваљујући алвеоларној вентилацији, уклања из крви. У стањима када дође до повишеног парцијалног притиска угљен-диоксида (PaCО2) у артеријској крви и осталим телесним течностима, услед вишка угљен-диоксида у телесним течностима односно крви настаје хиперкапнија.
| Узрок                                            | Карактеристике |
| ------------------------------------------------ | --- |
| Алвеоларна хиповентилација плућа                 | Карактерише је смањена, (недовољна), вентилација алвеола плућа. Неспособност плућа да обави довољну размену кисеоника или кисеоника и угљен-диоксида доводи до хипоксемије или хипоксемије и хиперкапније. |
| Поремећај дифузије гасова у плућима              | Настаје због отежане размене гасова на нивоу алеоло-капиларне мембране. Тако настаје хипоксемички облик респирацијски инсуфицијенције који се јавља у поремећајима дифузије гасова, јер кисеоник 20 пута спорије дифундује од угљен-диоксида и у парцијалној хиповентилацији компензациона хипервентилација одржава нормокапнију или чак хипокапнију. |
| Хиперкапнички облик респираторне инсуфицијенције | Јавља се у хиповентилацији кад је алвеоларна вентилација толико смањена да не може довољно излучити угљен-диоксид. Тада долази до хипоксемије, хиперкапније и респираторне ацидозе |
| Хипоксемија                                      | Која узрокује хипоксичну хипоенергозу, поремећај свести и слабост срчаног мишића (миокарда), а терапија кисеоником може погоршати стање (дејством на каротидни чвор). |

### Учинак хиперкапније на организам
Када се у алвеолама  повећа изнад приближно 8 до 10 kPa, диспнеја најчешће постаје тешка, а кад порасте до нивоа од 11 до 13 kPa, човек постаје латаргичан, а понекад и полукоматозан. Анестезија и смрт могу наступити кад се  увећа на 13 до 20 kPa.

## Знаци (симптоми) хиперкапније:
- Подбулост, отеченост
- Смирење диспнеје
- Инверзија сна
- Престанак кашља
- Конфузност,
- Сомноленција
- Знојење
- Заборавност
- Тремор
- Поремећаји срчаног ритма
- Поремећај крвног притиска
- Периферна вазодилатација
- Поремећај слуха
- Кома

## Дијагноза
Поставља се мерењем концентрације угљен-диоксида у експирисаном (издахнутом) ваздуху на крају експиријума посебним уређајем капнометром, што увек не искључује присуство хиперкапније ако су нађене нормалне или чак снижене вредности угљен-диоксида у издахнутом ваздуху. Зато се обавезно мора приступити лабораторијском одређивању (PaC02) у артеријској крви.
Нивои гасних промена нађених у крви који се означавају са као:
- Лакши гасни поремећај — РаО2 >60
- Озбиљни гасни поремећај — РаО2 40-50
- Опасни гасни поремећај — РаО2 <40

## Терапија
Састоји се у снижавању повишених вредности угљен-диоксида, побољшањем алвеоларне вентилације и отклањањем хипоксије применом следећих мера:
Уклањање хипоксије
Једа од најзначајнијих мера која се користи у лечењу хиперкапније је оксигенотерапија кисеоником на нормалном или повишеном притиску. Примена кисеоника је неодложна ако је парцијални притисак кисеоника нижи од 50 до 55 mmHg.
Побољшање алвеолне хиповентилације
Применом венепункције, антибиотика, бронходилататора, муколитика, гликокортикоида, аналептика, може се постићи побољшање алвеоларне хиповентилације.
Корекција срчане инсуфицијенције
Применом диуретика, кардиотоника, антиаритмика, вазодилататора медицинског кисеоника врши се корекција срчане инсуфицијенције.

### Сузбијање компликација
Ако је познат узрок који је довео до развоја хиперкапније терапија се првенствено усмерава према том узроку. У случају да примењене мере не дају задовољавајуће резултате приступа се ендотрахеалној интубацији и механичкој вентилацији уз употребу специјалних уређаја (респиратора).